# Подлесный (Курская область)
Подлесный — посёлок в Курском районе Курской области России. Входит в состав сельского поселения Клюквинский сельсовет.

## География
Находится в центре региона, в южной части района, при реке Сейм, примыкая к восточной окраине деревни Звягинцево. Рядом деревня Халино, посёлок им. Маршала Жукова, деревня Долгое, село Клюква. Посёлок Подлесный находится в 1,2 километрах от города Курска. в 2,1 километрах от посёлка находится Лотосовое озеро, самая северная точка мира, где растут лотосы.
Климат
Подлесный, как и весь район, расположен в поясе умеренно континентального климата с тёплым летом и относительно тёплой зимой (Dfb в классификации Кёппена).
Часовой пояс
Посёлок Подлесный, как и вся Курская область, находится в часовой зоне МСК (московское время). Смещение применяемого времени относительно UTC составляет +3:00.

## История
В 1931 был создан посёлок погоду был создан посёлок подсобного хозяйства Курского торга, для воинских частей. 1966 г. Указом Президиума ВС РСФСР посёлок подсобного хозяйства Курского торга переименован в Подлесный. До построения двухэтажных многоквартирных домов в 1968-1989 годах стояли одноэтажные бараки, в которых проживало населения посёлка.

## Население
| 2002 | 2010 |
| ---- | ---- |
| 623  | ↘609 |

## Инфраструктура
Действовало подсобное хозяйство Курского торга. В менее 3 километрах к северо-западу находится аэропорт. В посёлке 96 домов. Есть многоквартирные и частные дома в один-два этажа. Присутствуют хоз. постройки, которые стоят недалеко от жилых домов.

## Транспорт
Подлесный находится при автодорогe федерального значения Р298 (Курск — Воронеж — автомобильная дорога Р22 «Каспий»; часть европейского маршрута E 38), в 4 км от ближайшей ж/д станции Клюква (линия Клюква — Белгород).
В 120 км от аэропорта имени В. Г. Шухова (недалеко от Белгорода).